# Bucy-le-Roi
Bucy-le-Roi è un comune francese di 194 abitanti situato nel dipartimento del Loiret nella regione del Centro-Valle della Loira.

## Società

### Evoluzione demografica
Abitanti censiti